# Dick's Sporting Goods Park
Dick's Sporting Goods Park , también conocido como DSG Park,   es un estadio multipropósito ubicado en Commerce City, Colorado, Estados Unidos, en el área metropolitana de Denver. Desde 2007, es la sede del equipo profesional Colorado Rapids, que juegan en la Major League Soccer. Ubicado a poco más de 1.600 m sobre el nivel del mar, el estadio tiene la mayor altitud de todos los estadios utilizados habitualmente por los equipos de la MLS.
Ocupa 1.5 km² de terreno. Tiene capacidad para 18.061 personas en partidos de fútbol, pero puede albergar hasta 19.734 para eventos especiales y 27.000 para conciertos.
El estadio fue sede del Campeonato Mundial de Lacrosse en julio de 2014. 